# Setaria tenacissima
Setaria tenacissima är en gräsart som beskrevs av Heinrich Adolph Schrader. Setaria tenacissima ingår i släktet kolvhirser, och familjen gräs. Inga underarter finns listade i Catalogue of Life.